# David Morales
David Morales (Brooklyn, 21 d'agost de 1962) és un discjòquei de música house i productor discogràfic estatunidenc d'ascendència porto-riquenya.
David Morales ha remesclat i produït més de 500 referències per a artistes com Enrique Iglesias, Aretha Franklin, Michael Jackson, Janet Jackson, Björk, Daft Punk, Donna Summer, Gloria Estefan, Kylie Minogue, Neneh Cherry, U2, Spice Girls, Eric Clapton, Seal, Anastacia, Pet Shop Boys, Whitney Houston, Selena i Jamiroquai. Va ser nominat al seu primer premi Grammy l'any 1996 com a productor de l'àlbum Daydream de Mariah Carey per la cançó «Fantasy». Va ser nominat de nou l'any següent i va guanyar el premi Grammy de 1998 en qualitat de Remixer of the Year.
David Morales és un dels primers músics considerats superstar DJ. Ha actuat en nombrosos clubs d'arreu del món, incloent diverses residències a discoteques d'Eivissa com Pacha i Space d'ençà el 1994. Morales també ha realitzat programes de ràdio i ha publicat recopilacions de remescles.

## Discografia

### Àlbums
- 1993: The Program
- 2004: 2 Worlds Collide
- 2012: Changes

### Recopilacions de remescles
- 1994: United DJs of America, Vol. 4
- 1997: Ministry of Sound: Sessions Seven
- 2003: Mix The Vibe: Past-Present-Future
- 2011: Live &amp; Remastered (disc 2)